# Don Sauveur Paganelli
Pour les articles homonymes, voir Paganelli.
Don Sauveur Paganelli, né le 4 août 1888 à Sainte-Lucie-de-Tallano (Corse, actuelle Corse-du-Sud), mort le 19 juin 1979 à Ajaccio (Corse-du-Sud), est un haut fonctionnaire et essayiste français.

## Biographie
Don Sauveur Dominique Antoine Paganelli est le fils de Marc Paganelli, employé des Postes et Télégraphes, et de Françoise Orsatti.
Il fait ses études au collège Rollin, puis à la Faculté de lettres de Paris. Il suit les conférences d'épigraphie latine dispensées par Antoine Héron de Villefosse à l'École pratique des hautes études, et obtient l'agrégation de lettres[réf. nécessaire],[Quand ?].
Il fut notamment professeur au lycée Charlemagne à Paris et au lycée de Reims dans les années 1920, inspecteur d'académie du Gard[Quand ?], et inspecteur général de lettres de l'Enseignement secondaire.
Il fut aussi résistant, puis le préfet du Gard, d'abord désigné dans la clandestinité par le MLN et le Front national pour occuper ces fonctions, puis nommé par le général de Gaulle à la Libération, du 25 août 1944 jusqu'à sa démission le 1er février 1946 ; il participa assez activement à l'Épuration.
Il est tête de liste du RGR lors de l'élection du 2 juin 1946 pour la deuxième constituante dans le Gard. La liste obtint 19 849 voix (10,07%), trop peu pour qu'il soit élu. 
Membre de l'Académie de Nîmes de 1934 à 1962, il en est président en 1945, 1954 et 1960.
Une rue de Nîmes porte son nom depuis juin 1994. Il était commandeur de la Légion d’honneur[réf. souhaitée],[Quand ?].

## Œuvres
- Un petit-fils de Renan, Ernest Psichari, Saint-Raphaël, Éditions des Tablettes, 1923.
- Édition et traduction du poète latin Properce, Élégies, Paris, Belles Lettres, 1929 (rééditions en 1947, 1961, 1964, 1980, 1990, 1995).
- En collaboration avec Georges Prévot, Textes anciens traduits en français, lectures suivies et dirigées pour la section moderne des classes de 6e, 5e, 4e, 3e des lycées et collèges et pour les cours complémentaires, Paris, Delagrave, 1950.
- Ernest Renan, Uzès, Ateliers Henri Péladan, 1966.
- Jean Racine, Uzès, Ateliers Henri Péladan, 1966.
- Laurent Spadale (1914-1971), Uzès, H. Peladan, 1972  — à propos de Laurent Spadale.